# Xã Lowell, Quận Kearney, Nebraska
Xã Lowell (tiếng Anh: Lowell Township) là một xã thuộc quận Kearney, tiểu bang Nebraska, Hoa Kỳ. Năm 2010, dân số của xã này là 173 người.